# Überseequartier
Überseequartier – stacja metra hamburskiego na linii U4. Stacja została otwarta 29 listopada 2012. Znajduje się w dzielnicy HafenCity.

## Położenie
Stacja Überseequartier jest stacją podziemną. Znajduje się w nowo budowanej dzielnicy portowej HafenCity.